# Endiandra invasiorum
Endiandra invasiorum är en lagerväxtart som beskrevs av André Joseph Guillaume Henri Kostermans. Endiandra invasiorum ingår i släktet Endiandra och familjen lagerväxter. Inga underarter finns listade i Catalogue of Life.